# Княжа гора (Львів)
Княжа гора (Лиса гора, Кальварія) — раніше окремий пагорб у центральній частині міста Львові. Після реконструкції в 1830-х роках становить одне ціле з теперішньою Замковою горою.

## Опис, коротка історія

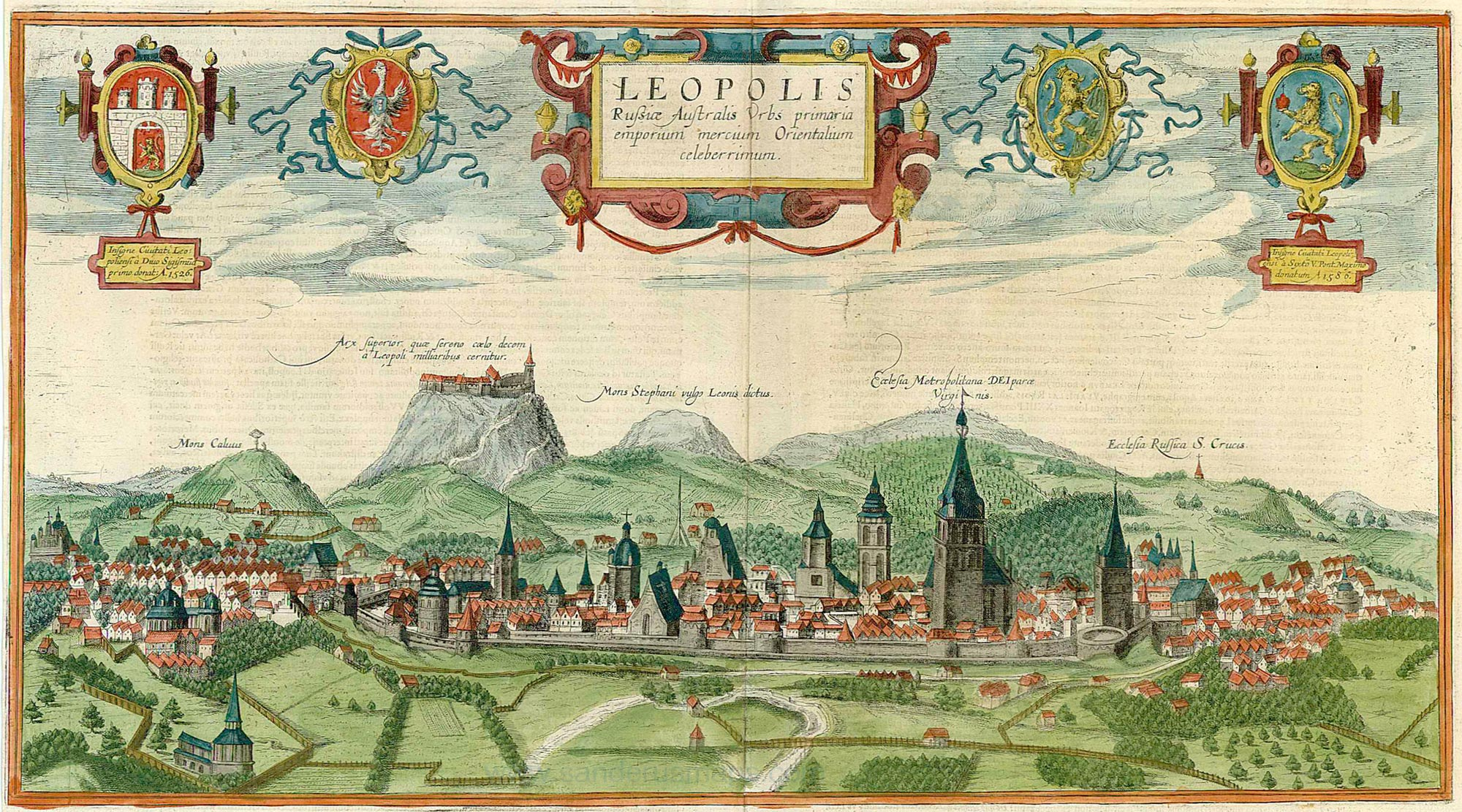
Панорама Гоґенберґа

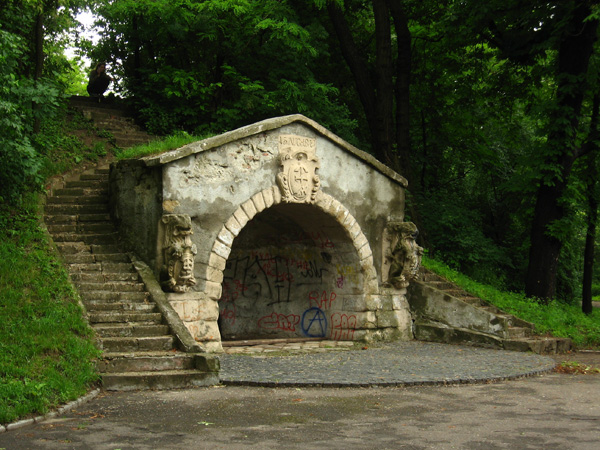
Грот

- За версією, Івана Крип'якевича (1930-х років), що підтверджує панорама Гоґенберґа, стара Княжа гора розташовувалась західніше Замкової гори, на давніх малюнках мала вигляд стіжка. Верх Лисої локалізувався між теперішнім будинком садівника і штучною печерою — гротом теперішньої нижньої тераси парку «Високий Замок», і був значно вищим — рівень над штучною печерою.
- Східний схил спадав до вулиці Замкової, де була нижча частина тодішнього міста, призначена на оселі. Укріплення біля гори, які складалися з валів, частоколів, оточували її півколом; спадали десь до теперішньої вулиці Б. Хмельницького (колись Жовківської). Точні відомості про вигляд укріплень відсутні. Посеред укріплень був княжий двір.
- Мала оборонне значення через стрімкі схили. |  | На верху гори стояли головні укріплення княжого міста, високий город, або т. зв. дитинець. |
- Між нею та сусідньою Замковою горою йшов глибокий, стрімкий яр. Для його засипання в 1830-х роках взяли землю з Княжої Гори. На горі стояло дерев'яне укріплення часів галицько-волинського князя Лева Даниловича; дехто з дослідників вважав, що це був Княжий замок, перша фортеця Львова; цієї думки дотримувався зокрема Мечислав Орлович.[1] Після захоплення та спалення Львова 1340 року військами польського короля Казимира III (забрав княжі скарби з княжого двору під горою[2]) був спалений, не відбудовувався.

|  | Довгі часи гора стояла порожня, без рослинності. Якийсь час залишилася пам'ять, що був тут княжий замок, бо в XV ст. гора мала назву Горай, що означає, мабуть, замок, – таких Гораїв є багато у північно-східній частині Галичини. |

- Назва «Лиса Гора» (лат. Mons Calvus), «Кальварія», побутувала ще в XVII ст. Тут стояв хрест (можливо, стації хресної дороги), куди побожні містяни ходили на прощі. У хрест в 1605 році під час бурі вдарила блискавка.

- У 1835–1839 роках Лису гору обсадили деревами, кущами, від чого вона перестала бути лисою. Було облаштовано на горі доріжки для прогулянок (проходів). 15 серпня 1841 року збудували штучну печеру, оздобивши її левами з гербами міщанських родин, які раніше містилися на будівлі старої ратуші. 1845-го на терасі, яка з'явилася після засипання яру (з боку Княжої гори) між Замковою та Княжою, збудували кав'ярню, пізніше будиночок садівника.
- Буря близько 1900 року значно знищила старі дерева на горі. Квітник на Княжій Горі славився «… гарними рожами, півоніями й іншими квітами».
- Під час земляних робіт 1900 року віднайдено підземний хід завширшки й заввишки півтора метра, який вів від Княжої Гори впоперек через вулиці Татарську, Б. Хмельницького і виходив на вул. Гайдамацьку (колись — Бальонову; час походження переходу невідомий).